# Goorseveld
Goorseveld is een landelijk gebied in de Twentse gemeente Enschede in de Nederlandse provincie Overijssel. De buurtschap telde in 2004 866 inwoners op een oppervlakte van 1402 hectare.
Goorseveld ligt ten westen van Usselo en Boekelo. In het noordwesten grenst het aan Twekkelo en het ligt ten noorden van Broekheurne.
Stad: Enschede     Dorpen: Boekelo · Glanerbrug · Lonneker · Usselo     Buurtschappen: Broekheurne · Goorseveld · Rutbeek · Twekkelo (deels)

Overijssel · Steden en dorpen in Overijssel      Nederland · Provincies · Gemeenten